# Offerdals landskommun

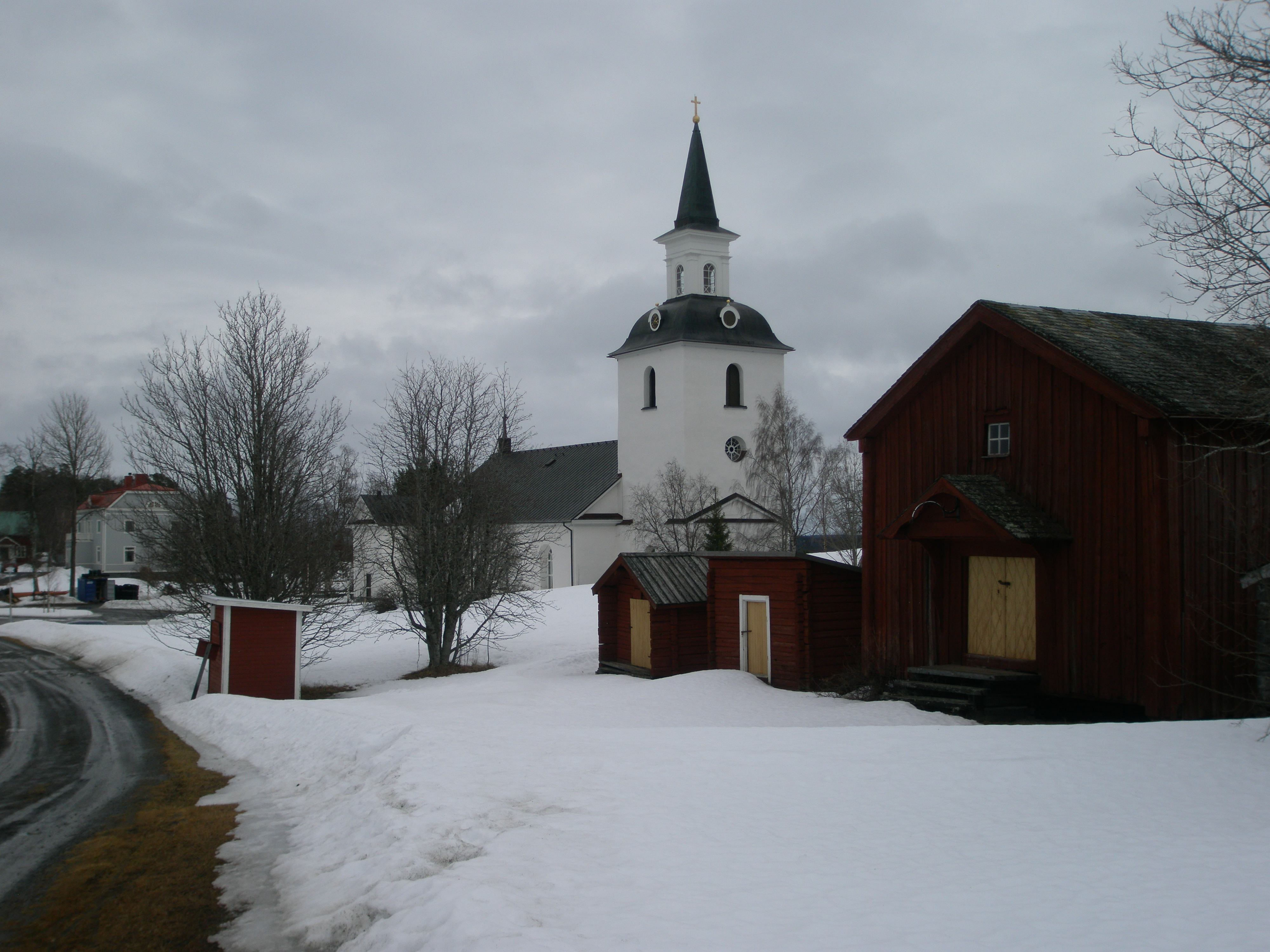
Offerdals socken och landskommun hade sitt centrum i Ede

Offerdals landskommun var en tidigare kommun i Jämtlands län.

## Administrativ historik
Kommunen bildades 1863 i Offerdals socken i Jämtland när 1862 års kommunalförordningar trädde i kraft. Kommunen förblev opåverkad vid kommunreformen 1952. 
År 1971 infördes enhetlig kommuntyp och Offerdals landskommun ombildades därmed till den kortlivade Offerdals kommun. Sedan 1974 ingår Offerdal i Krokoms kommun.

### Kyrklig tillhörighet
I kyrkligt hänseende tillhörde kommunen Offerdals församling.

## Historia
Fram till att Jämtland år 1178 kom att tillhöra Norge var landskapet indelat i fjordingar (fjärdingar), där Offerdals socken, Undersåkers socken, Alsens socken och Rödöns socken tillhörde den västra fjärdingen och bildade eget tingslag. På 1100-talet blev Offerdal kristnat och en kyrka började byggas. Formerna för det lokala självstyret är oklara, bland annat skulle prästen avlägga räkenskap för kyrkans inkomster och utgifter inför sockenmännen. 
I och med reformationen på 1500-talet kom kyrkan att bli statens förlängda arm i socknen. I och med den svenska erövringen av Offerdal år 1645 kom kyrkan även att användas i försvenskningen av socknen. 
Det äldsta sockenstämmoprotokollet från Offerdal är från 1725. Sockenstämman förvaltade från och med mitten av 1700-talet kyrkans egendom och kom därefter att förvalta även fattigvård, skola, hälsovård, vägar m.m. Sockenstämmor hölls i allmänhet på hösten och våren under prästens ledning. Särskilt fattigvården dominerade bland stämmans olika ärenden. År 1828 anställde socknen en barnmorska och 1849 inrättades en sundhetsnämnd. Även skolor inrättades under 1800-talet i flera av socknens byar, bl.a. i Kaxås.
Offerdals sockenstämma hade sina sammanträden i sockenstugan i Ede vid Offerdals kyrka. År 1862 bytte sockenstämman namn till kommunstämma. År 1863 fick kommunen en egen länsman och 1905 en veterinär. År 1900 inrättades ett ålderdomshem i Åflohammar och 1954 invigdes ett nytt ålderdomshem i Ede. År 1908 fick läkaren i Nälden ersättning för att bli läkare även för Offerdalsborna. År 1919 valdes det första kommunfullmäktige. 
Från och med mitten på 1800-talet uppstår en konflikt mellan socknens olika byar om var landskommunens centrum ska vara. Centrum kom att flyttas från kyrkbyn och från och med början på 1900-talet utvecklades Änge till att bli ny centralort i kommunen. År 1903 byggdes Änge mejeri. Sedan byggdes läkarstation, post m.m. På 1950- och 1960-talen uppfördes bl.a. nytt kommunkontor, högstadieskola m.m. i Änge.

## Kommunvapnet
Blasonering: Sköld delad av silver, vari en blå älghornskrona, och av blått, vari en uppåtriktad spänd båge med pålagd pil, båda av silver.
Detta vapen fastställdes av Kungl Maj:t den 10 januari 1957. Se artikeln om Krokoms kommunvapen för mer information.

## Geografi
Offerdals landskommun omfattade den 1 januari 1952 en areal av 2 137,07 km², varav 1 974,92 km² land.

### Tätorter i kommunen 1960
I Offerdals kommun fanns tätorten Änge, som hade 216 invånare den 1 november 1960. Tätortsgraden i kommunen var då 5,7 procent.

## Politik

### Mandatfördelning i valen 1938-1970
| 11 | 4 | 6 | 4 |

| 25 |

| 8 | 4 | 7 | 6 |

| 25 |

| 11 | 6 | 5 | 3 |

| 25 |

| 10 | 7 | 6 | 2 |

| 23 |

| 10 | 6 | 5 | 4 |

| 23 |

| 11 | 7 | 4 | 3 |

| 22 |

| 11 | 8 | 3 | 3 |

| 22 |

| 9 | 9 | 4 | 3 |

| 24 |

| 10 | 9 | 4 | 2 |

| 22 |